# Zhao Shuai
Zhao Shuai (n. 15 august 1995, Changzhou⁠(d), Republica Populară Chineză) este un taekwondist ce a reprezentat Republica Populară Chineză, medaliat olimpic. A participat la 2 ediții ale Jocurilor Olimpice (2016, 2020) în care a câștigat o medalie de aur și o medalie de bronz.